# Sammlung Oskar Reinhart «Am Römerholz»

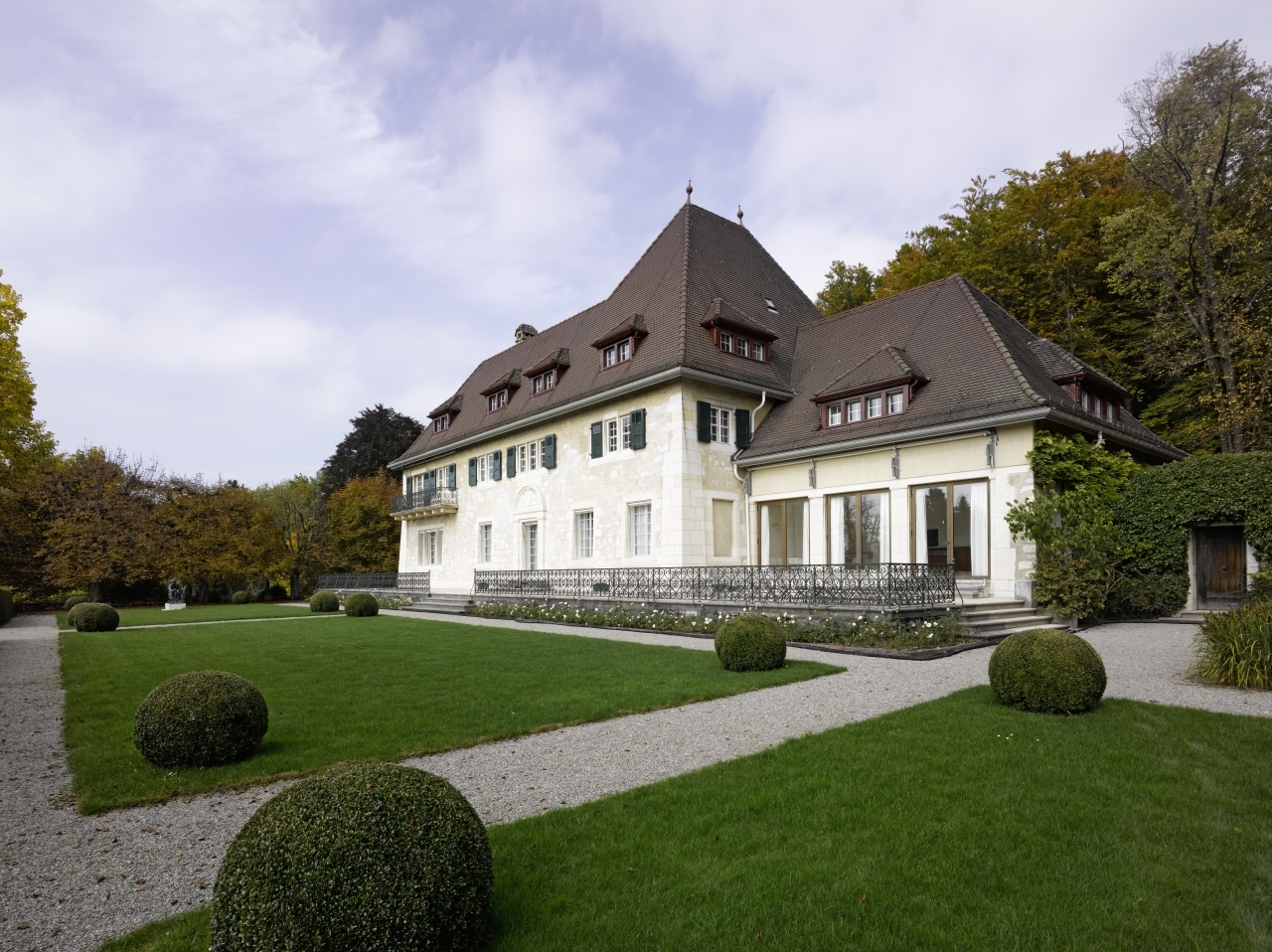
Gartenansicht des Gebäudes mit Museumscafé

Die Sammlung Oskar Reinhart «Am Römerholz» ist ein Kunstmuseum in Winterthur im Schweizer Kanton Zürich. Das Museum ist dem Bundesamt für Kultur (BAK) in Bern unterstellt.

## Geschichte

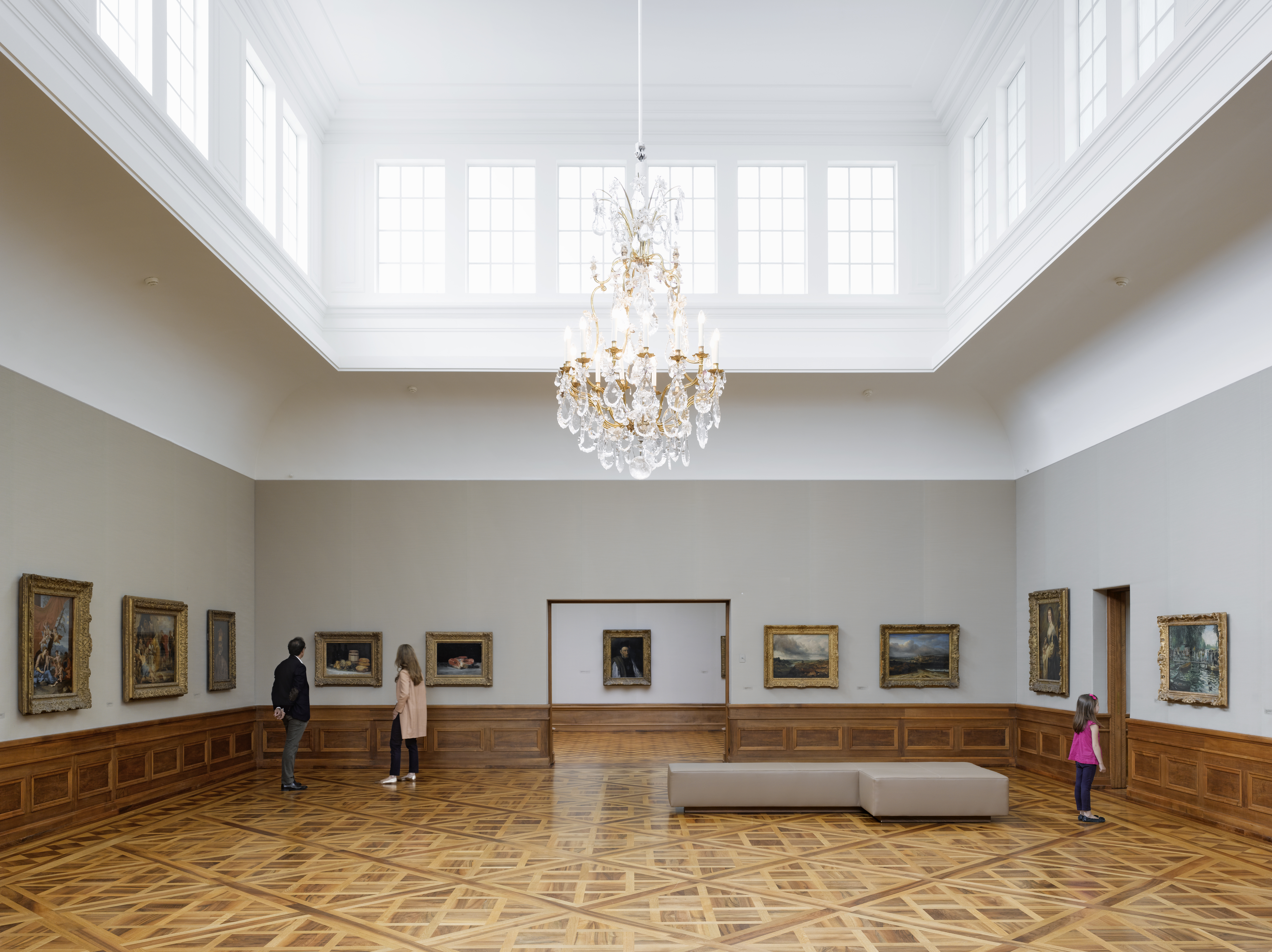
Grosse Galerie

Der aus einer wohlhabenden Kaufmannsfamilie stammende Oskar Reinhart genoss schon in seiner Jugend eine musische Erziehung. Sein Vater Theodor Reinhart förderte Schweizer Künstler und sein älterer Bruder Georg hatte begonnen, eine eigene Kunstsammlung aufzubauen. Oskar Reinhart trat 18-jährig in das Familienunternehmen Gebrüder Volkart ein und konnte in der Schweiz, wie auch auf ausgedehnten Arbeitsaufenthalten im Ausland sein Kunstinteresses vertiefen. Er besuchte nahezu alle wichtigen Museen Europas und kannte viele Privatsammlungen. Sein geschultes Auge war zielgerichtet auf die Qualität der einzelnen Werke und nicht auf das reine Anhäufen von bekannten Namen. Beispielsweise hatte er Edouard Manets Werk Im Café bereits 1923 in der Sammlung von Otto Gerstenberg in Berlin bewundert, konnte es aber erst 1953 erwerben. Vermutlich sah Oskar Reinhart 1906 in Berlin die von Hugo von Tschudi, Alfred Lichtwark und Julius Meier-Graefe organisierte Jahrhundertausstellung deutscher Kunst, welche die wichtigsten zwischen 1775 und 1875 tätigen Künstler vereinte. Diese Ausstellung prägte entscheidend Reinharts gesamte Ankaufstätigkeit. Dies betraf sowohl seine Sammlung französischer Malerei, insbesondere der Impressionisten, als auch später hinzu kommende Werke deutscher, österreichischer und schweizerischer Künstler.
In Berlin lernte Reinhart auch die von Hugo von Tschudi angelegte Sammlung französischer Impressionisten in der Nationalgalerie kennen. Die Auswahl der dortigen Bilder war ebenso wie Julius Meier-Graefes 1904 erschienene dreibändige Entwicklungsgeschichte der Modernen Kunst prägend für den Aufbau seiner Sammlung. Nach dem Tod seines Vaters 1919 und dem Austritt aus dem Geschäftsleben im Jahre 1924, begann der gezielte Ausbau seiner Sammlertätigkeit. Im gleichen Jahr erwarb er die 1913 bis 1915 vom Genfer Architekten Maurice Turrettini für den Industriellen Henri Sulzer-Ziegler erbaute Villa «Am Römerholz». Reinhart erwarb Kunstwerke meist direkt aus anderen Privatsammlungen, gelegentlich kaufte er bei Kunsthändlern wie Paul Cassirer, Alfred Flechtheim und Fritz Nathan oder über den in Paris lebenden und gut vernetzten Winterthurer Maler Carl Montag. Für die inzwischen gewachsene Gemäldesammlung liess Reinhart von Turrettini einen eigenen Galerietrakt hinzufügen. Nachdem viele seiner Werke in den 1930er Jahren bereits in verschiedenen Schweizer Museen ausgestellt worden waren, vermachte Oskar Reinhart 1958 testamentarisch die Villa und die Sammlung der Schweizerischen Eidgenossenschaft. Anlässlich der Ausstellung seiner Sammlung in Bern 1939 äusserte sich Oskar Reinhart: Mögen solche Werke rechtlich auch einem Einzelnen zu eigen sein, in einem höheren Sinne gehören sie doch der Allgemeinheit, und ihr Besitzer darf sich nur als deren Sachwalter verstehen. Den Teil seiner Sammlung, welcher vor allem aus deutscher, österreichischer und schweizerischer Kunst besteht, überliess er bereits 1951 der Stadt Winterthur. Diese Werke sind heute im Museum Oskar Reinhart in Winterthurer Stadtzentrum zu sehen. Zu den Spitzenwerken dieses Museums gehören Caspar David Friedrichs Kreidefelsen auf Rügen genauso wie Wilhelm Leibls Dorfpolitiker.
Nach dem Tod des Sammlers 1965 erfolgten in der Villa geringfügige Umbauten und 1970 konnte das Museum für das Publikum geöffnet werden. Gemäß der Schenkungsurkunde von Oskar Reinhart konnten Werke der Sammlung «Am Römerholz» mehrere Jahrzehnte nicht ausgeliehen werden. Seit 2018 sind nach einer Neuregelung des Bundesamtes für Kultur einzelne Ausleihen an andere Museen möglich. Bedingt durch neuerliche Renovierungsarbeiten ist das Museum seit dem 9. Dezember 2024 geschlossen. Eine Wiedereröffnung ist für Anfang 2026 geplant.

## Sammlung
Reinharts Konzentration auf die französische Kunst des 19. Jahrhunderts gründete in seiner Vorliebe für die Maler Pierre-Auguste Renoir, Edouard Manet und Paul Cézanne. Hinzu kamen die unmittelbare Vorläufer des Impressionismus und einige Werke ältere Meister. Die Sammlung Oskar Reinhart «Am Römerholz» besitzt Werke folgender Künstler: Jacques-Louis David, Théodore Géricault, Jean-Auguste-Dominique Ingres, Eugène Delacroix, Camille Corot, Jean-François Millet, Honoré Daumier, Gustave Courbet, Renoir, Alfred Sisley, Claude Monet, Camille Pissarro, Paul Gauguin, Manet, Edgar Degas, Cézanne, Henri de Toulouse-Lautrec, Vincent van Gogh, Edouard Vuillard, Maurice Utrillo und Pablo Picasso. Auch Werke des Bildhauers Aristide Maillol sind in der Villa zu sehen. Zu der Gruppe von Gemälden und Zeichnungen Alter Meister gehören unter anderem Werke von Hans Holbein d. J., Matthias Grünewald, Frans Hals, Lucas Cranach d. Ä., Jacobo Bassano, Peter Paul Rubens, Nicolas Poussin, El Greco, Jean Siméon Chardin, Francisco de Goya, Jean-Honoré Fragonard, Claude Lorrain, Quentin Massys, Gerard David, Francesco Guardi und Jacopo Tintoretto.

## Ausgestellte Werke

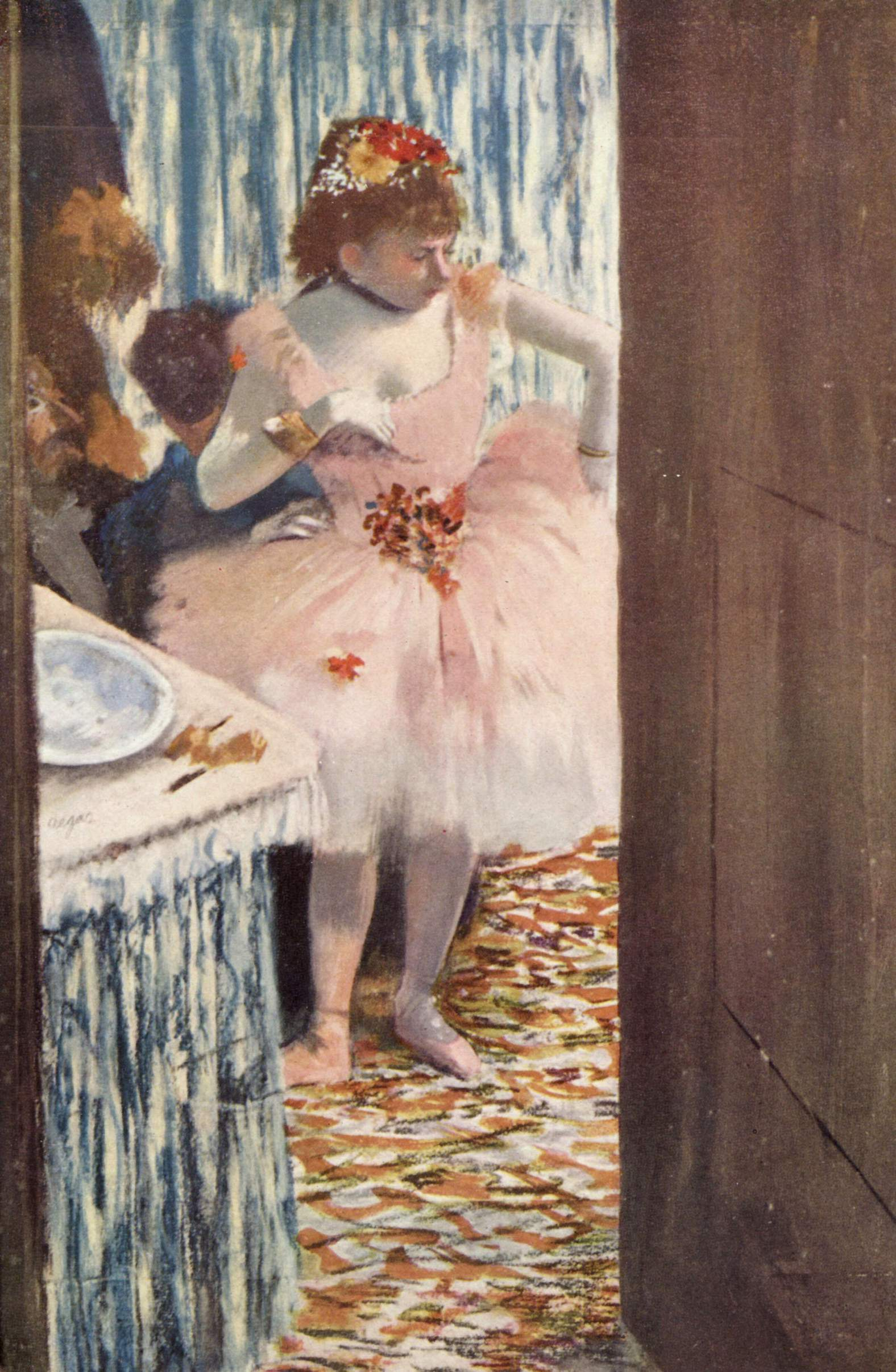
Edgar Degas: Tänzerin in ihrer Loge
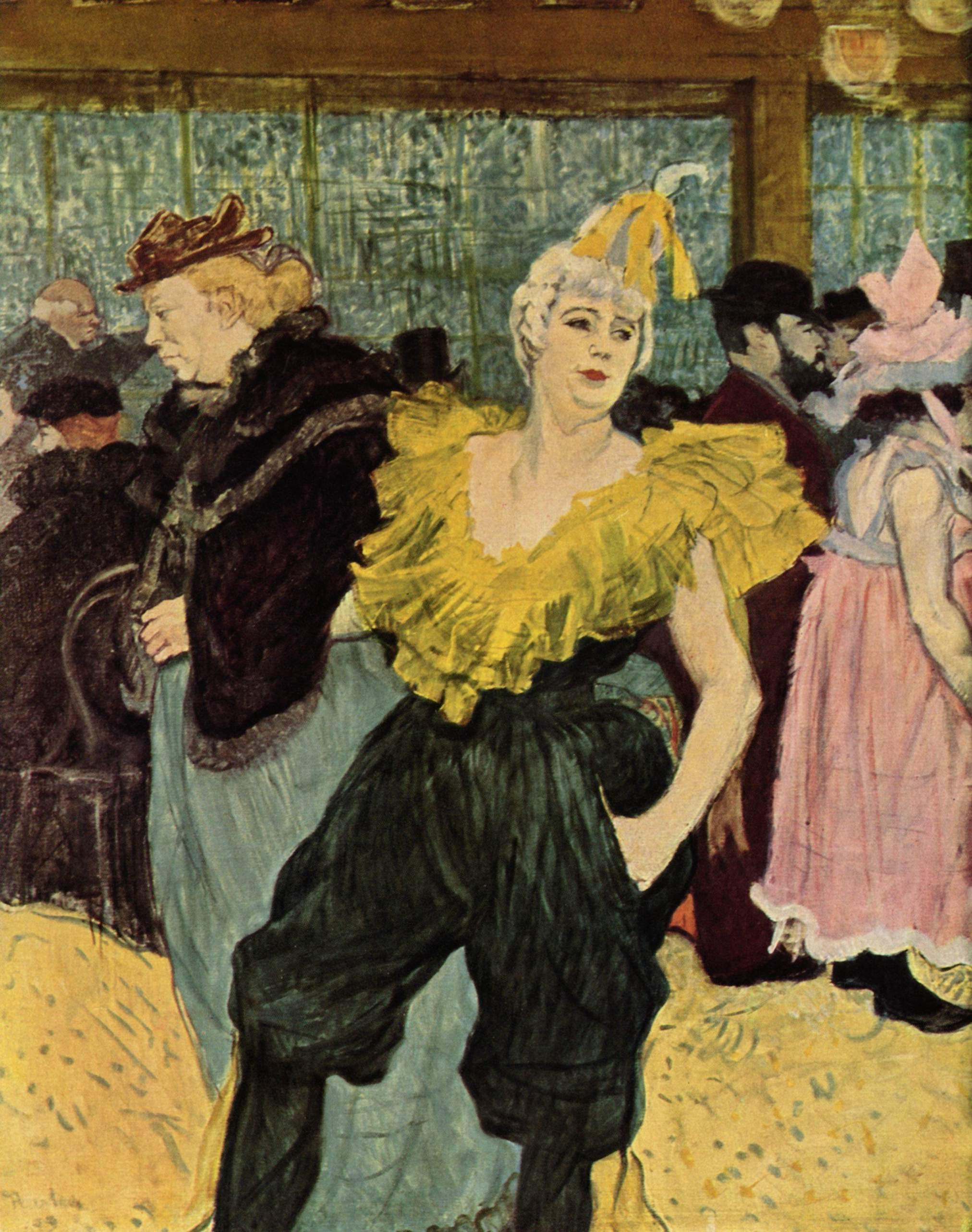
Henri de Toulouse-Lautrec: La Clownesse Cha-U-Ka-O in Moulin Rouge
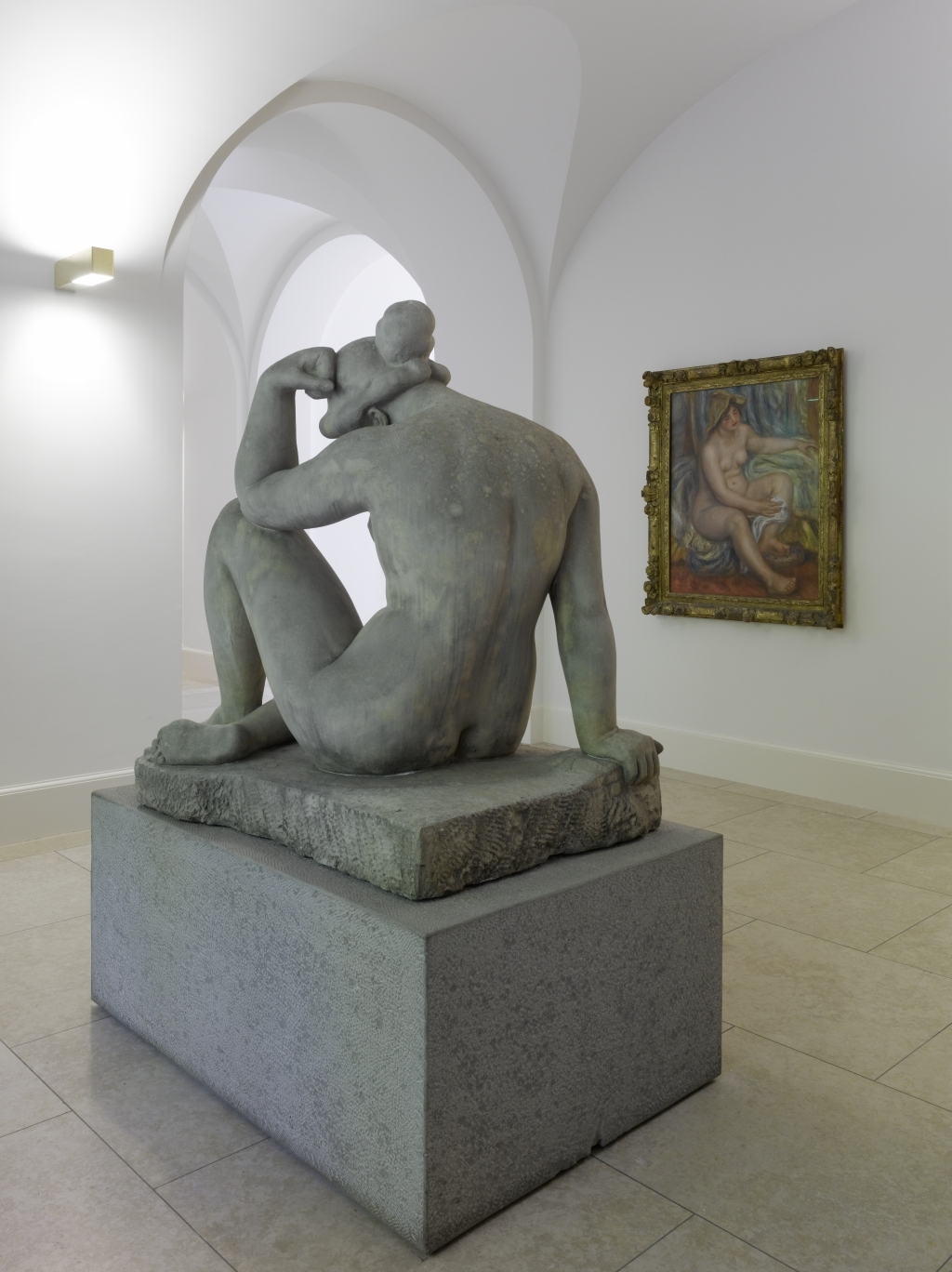
Aristide Maillol: La Méditerranée
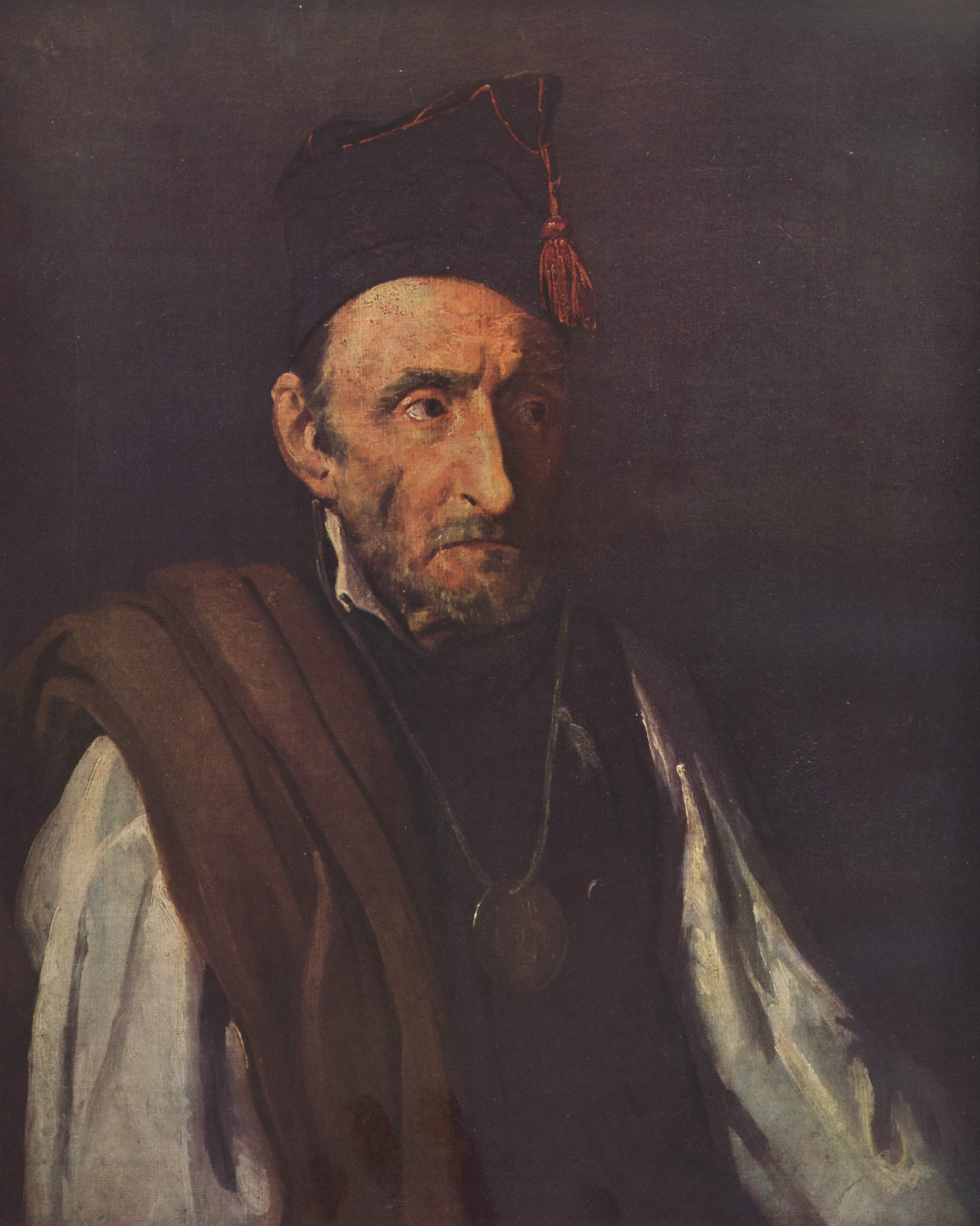
Théodore Géricault: Geisteskranker mit militärischem Grössenwahn

## Sonderausstellungen
Seit 2005 widmet sich das Museum im Rhythmus von ein bis zwei Jahren in kleinen Ausstellungen dem Ziel, einzelne Werke der Sammlung im kunsthistorischen Kontext mit anderen Werken zu zeigen. Den Anfang machte Edouard Manets Werk Au Café, dessen Entstehungsgeschichte in der Ausstellung Manet trifft Manet. Geteilt, wiedervereint verdeutlicht wurde. 2007 folgte die Präsentation Venite, adoremus. Geertgen tot Sint Jans und die Anbetung der Könige, bei der ein mittelalterliches Tafelbild der Sammlung im Mittelpunkt stand. 2008 wurde in der Schau Eugène Delacroix: Spiegelungen. Tasso im Irrenhaus ein Werk von Delacroix aus dem Museum mit einer motivgleichen Version aus Privatbesitz gegenübergestellt. Mit Corot: L’ Armoire secrète – Eine Lesende im Kontext gab es 2011 seit langer Zeit eine Schau zu den Figurenbildern Corots. 2015 wurde mit Victor Chocquet Freund und Sammler der Impressionisten erstmals überhaupt die Persönlichkeit Victor Chocquet in einer Ausstellung gewürdigt. Renoirs Portrait de Monsieur Chocquet aus der Sammlung «Am Römerholz» wurde mit anderen Bilder der ehemaligen Sammlung Chocquet im Zusammenhang gezeigt. Im Winter 2019/2020 rückte die Ausstellung Das Wunder im Schnee – Pieter Bruegel der Ältere das Gemälde Die Anbetung der Heiligen Drei Könige von Pieter Bruegel dem Älteren. Im Herbst/Winter 2021/2022 stellte das Museum mit Courbet – Träume eines Realisten den eigenen Bestand an Werken von Gustave Courbet in den Mittelpunkt. 2022 folgte eine Ausstellung zu Lucas Cranach d. Ä., 2023 rückte eine Schau das Gartenlokal Grenouillère und die dort malenden Künstler Claude Monet und Pierre-Auguste Renoir in den Fokus und 2024 stellte das Museum die Bildhauer Aristide Maillol und Renée Sintenis gegenüber. Während der umbaubedingten Schliessung des Museums zeigte es im ersten Halbjahr 2025 eine Auswahl seiner Werke in der Courtauld Gallery in London.

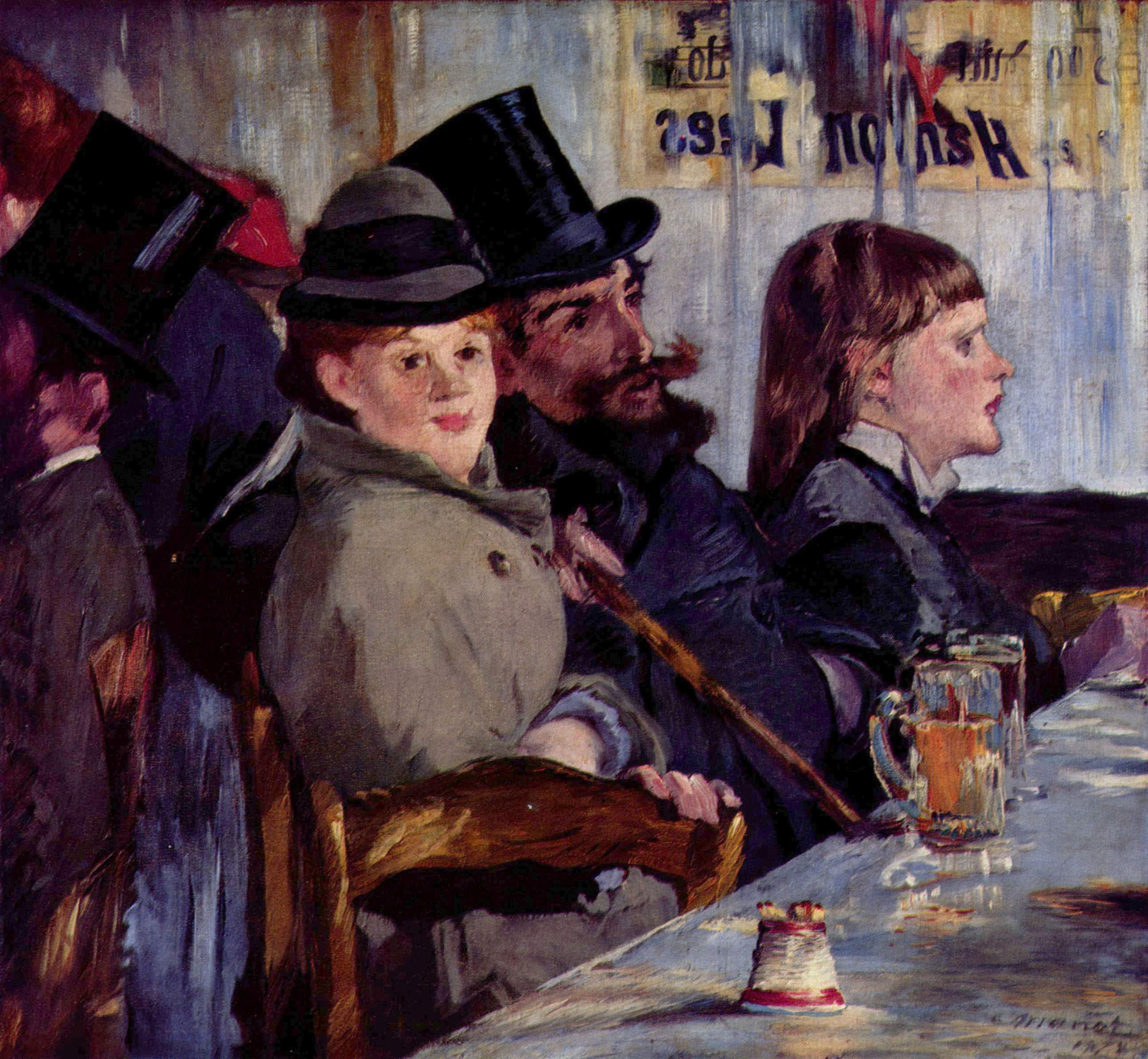
Edouard Manet: Au Café
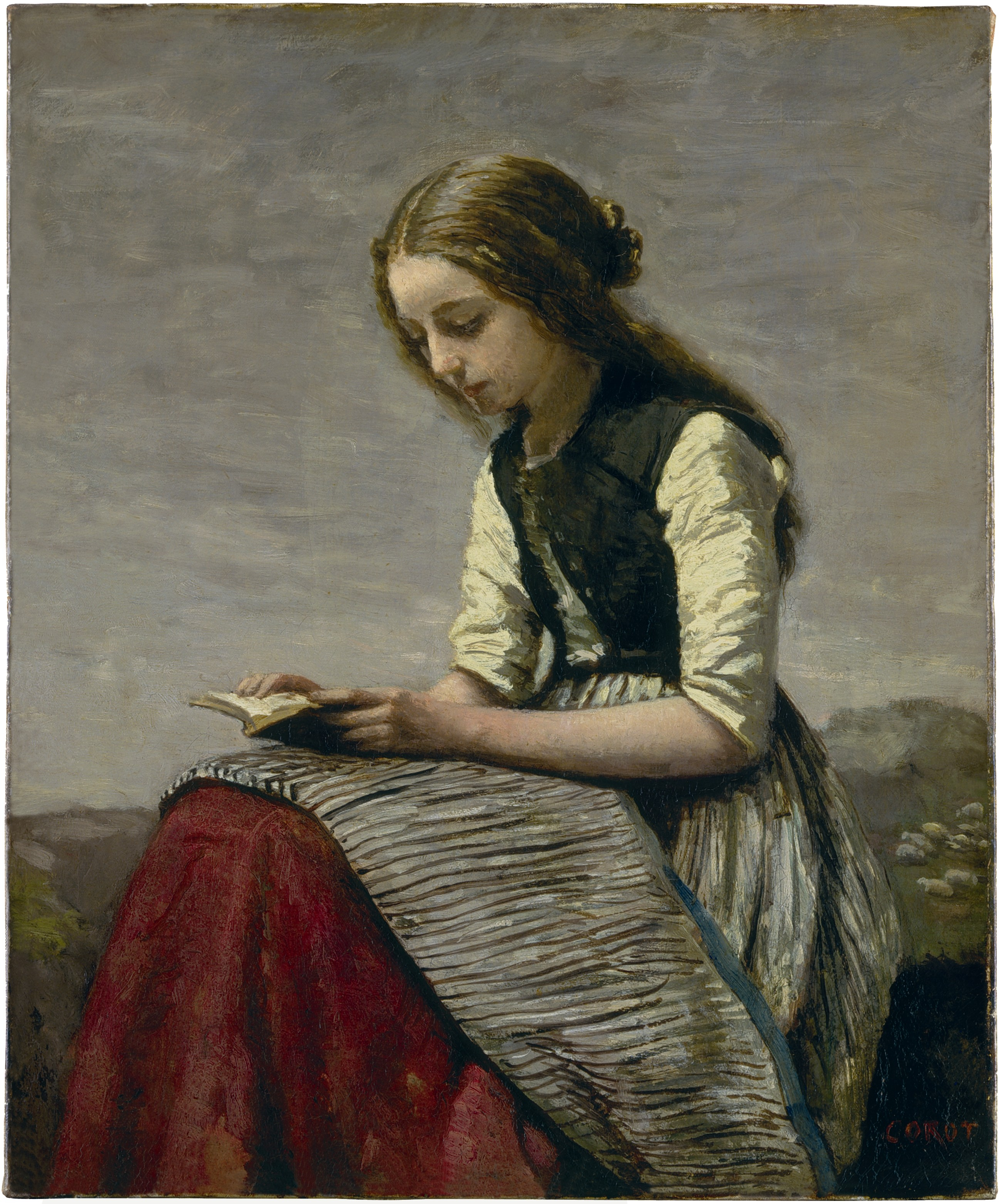
Camille Corot: Lesendes Mädchen, um 1850
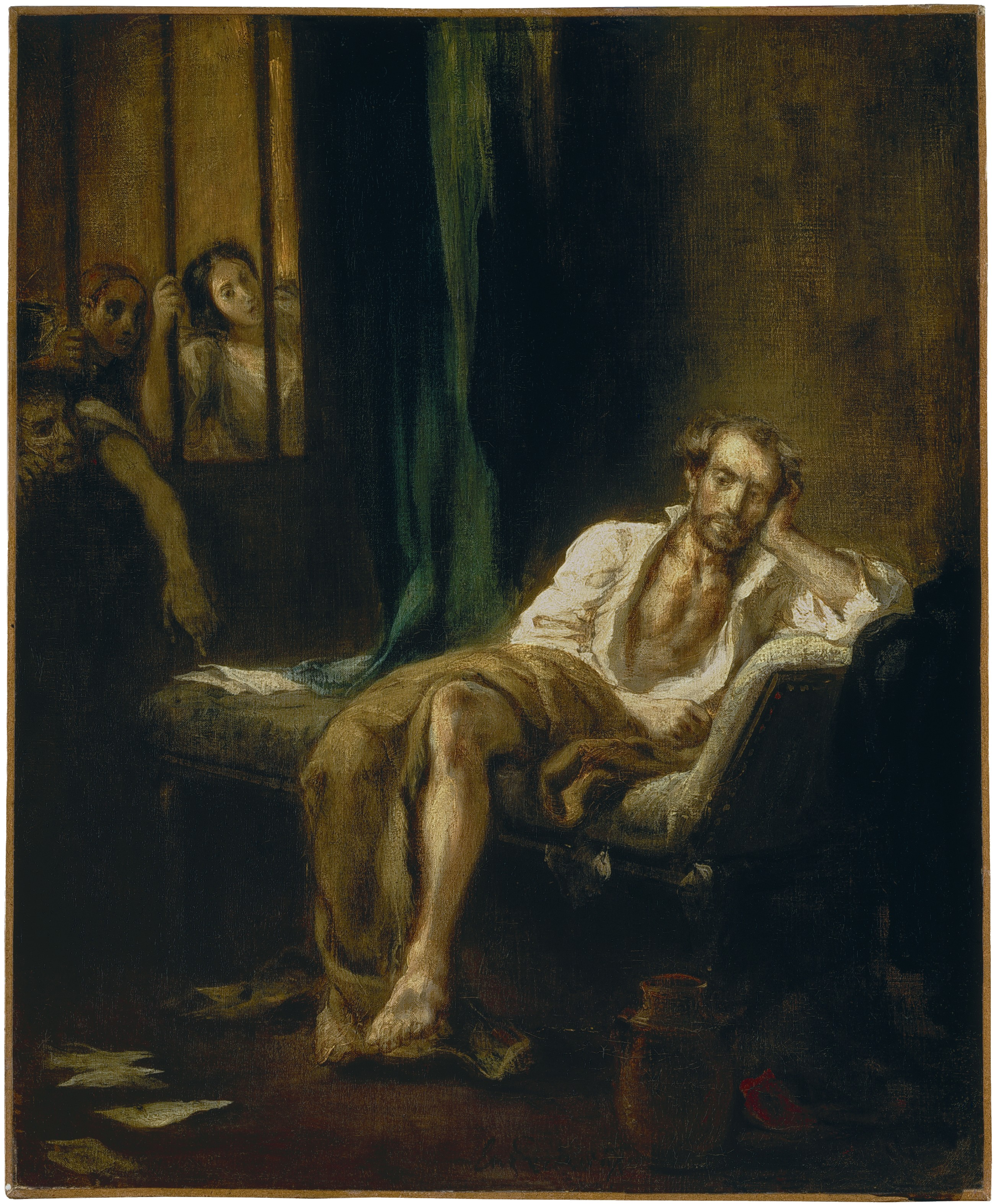
Eugène Delacroix: Tasso im Irrenhaus, 1839
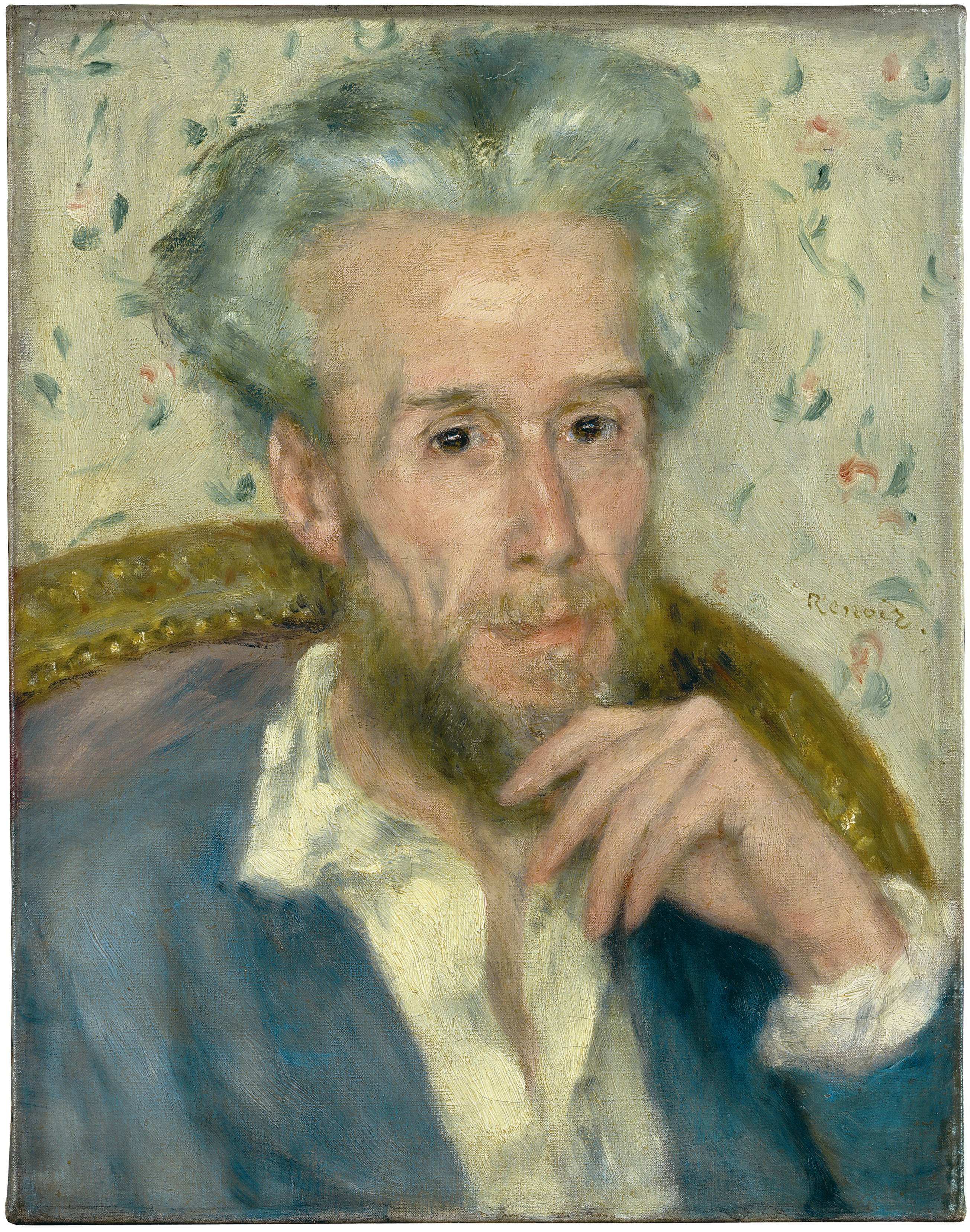
Pierre-Auguste Renoir: Bildnis Victor Chocquet, um 1876